# Craticulina genesae
Craticulina genesae är en tvåvingeart som beskrevs av Yu. G. Verves 2000. Craticulina genesae ingår i släktet Craticulina och familjen köttflugor.
Artens utbredningsområde är Ukraina. Inga underarter finns listade i Catalogue of Life.